# Tim Dutton Amphibious Cars

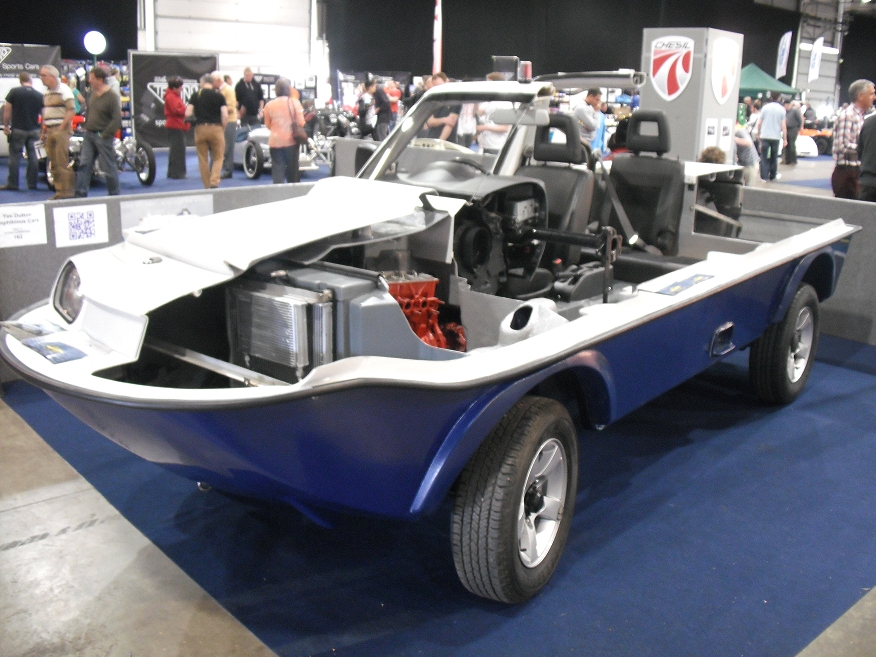
Dutton Commander

Tim Dutton Amphibious Cars ist ein britischer Hersteller von Automobilen.

## Unternehmensgeschichte
Tim Dutton-Woolley, der zuvor Dutton Cars betrieb, entwickelte ab 1989 ein Amphibienfahrzeug. 1994 gründete er das Unternehmen in Littlehampton in der Grafschaft West Sussex und begann mit der Produktion von Automobilen und Kits. Der Markenname lautet Dutton. Insgesamt entstanden bisher über 120 Exemplare.

## Fahrzeuge
Das erste Modell Mariner gab es bis 2000 und den folgenden Commander bis 2006. Als Bausatz wurden sie Amphijeep genannt und bis 2010 verkauft. Sie basierten auf Fahrzeugen von Ford bzw. Suzuki.
Seit 2006 gibt es den Surf, seit 2010 auch als Bausatz und Amphibious Surf genannt. Er basiert auf dem Suzuki Jimny und hat Allradantrieb.